# Vlag van Oisterwijk

Vlag van de gemeente Oisterwijk

De vlag van Oisterwijk werd op 17 september 1987 voor de eerste keer vastgesteld als de gemeentelijke vlag van de toenmalige Noord-Brabantse gemeente Oisterwijk. Na de gemeentelijke herindeling op 1997 is dezelfde vlag op 25 september 1997 opnieuw vastgesteld als de gemeentelijke vlag voor de huidige gemeente Oisterwijk. De omschrijving luidt als volgt:
Wit, met drie verticale rode banen waarvan de lengten zich verhouden als 1:2:1, en waarvan de onderlinge afstand gelijk is aan de lengte van de smalle banen, een aan 1/4 van de afstand vanaf de eerste baan tot aan de broekzijde.
De kleuren zijn afkomstig uit het wapen van Oisterwijk; de banen stellen de verbonden torens voor. De vlag is op advies van de Noordbrabantse Commissie voor Wapen- en Vlaggenkunde in 1987 aangepast aan het toen verbeterde wapen.

## Eerdere vlag (1963)

Vlag van Oisterwijk (1963-1987)

Op 18 januari 1963 werd door de gemeenteraad van de toenmalige gemeente een vlag vastgesteld die als volgt kan worden omschreven:
Blauw, met drie verticale gele banen waarvan de lengten zich verhouden als 1:2:1, en waarvan de onderlinge afstand gelijk is aan de lengte van de smalle banen, een aan 1/4 van de afstand vanaf de eerste baan tot aan de broekzijde.
Ontwerper van de vlag was Kl. Sierksma. De kleuren waren ontleend aan het toenmalige gemeentewapen, dat in rijkskleuren was verleend omdat de oorspronkelijke kleuren ten tijde van de aanvraag van het wapen niet bekend waren. De drie verticale gele banen stelden de drie torens uit het gemeentewapen voor.

## Officieuze vlaggen

Vlag van Oisterwijk (1950-1963)

VN 1935 tot 1950 werd een defileervlag als gemeentevlag gebruikt die bij het 750-jarig bestaan van 's-Hertogenbosch aan de gemeente was uitgereikt. In 1950 werd een vlag met vier horizontale banen ingesteld met van boven naar beneden de kleuren geel, wit, rood en blauw. Dit waren de kleuren van het toenmalige gemeentewapen, gecombineerd met het rood en wit van de Brabantse vlag. In 1961 wilde het college deze vlag officieel laten vaststellen en legde het ontwerp voor aan de Hoge Raad van Adel, die in eerste instantie vroeg wat de historische achtergrond was van de kleuren rood en wit die niet in het gemeentewapen voorkwamen. Als reactie gaf men te kennen dat de kleuren de verbondenheid met het gewest uitdrukten. Dit in combinatie met de lange tijd dat de vlag reeds sinds vele jaren officieus werd gevoerd, werd als argument aangevoerd. De HRvA ging op 6 december met het ontwerp akkoord. Op 14 december ontving de gemeente een brief van Kl. Sierksma met het verzoek aan te geven welke vlag de gemeente in gebruik had, waarop het college antwoordde dat de HRvA kort daarvoor akkoord was gegaan met de vlag met vier horizontale banen. Dhr. Sierksma reageerde dat deze vlag gelijk was aan de vlag van Kesteren en bood aan advies uit te brengen over een nieuw ontwerp. Tegelijkertijd had hij de gemeente Kesteren over de situatie aangeschreven. Deze claimde daarop zowel bij de gemeente Oisterwijk als bij de HRvA de rechten op de vlag. De HRvA berichtte hierover aan de burgemeester en wethouders van Oisterwijk dat dit door een fout in het vlaggenregister was gemist en dat reeds andere gemeenten een vlag met vier horizontale banen in dezelfde kleuren voerde zodat er beter een ander ontwerp kon worden gemaakt. Men stelde een vlag voor die vrijwel overeenkwam met de vlag die uiteindelijk in 1963 werd verleend.

### Verwante afbeeldingen

Wapen van Oisterwijk (sinds 1987)
Wapen van Oisterwijk (1817-1987)

Alphen-Chaam · Altena · Asten · Baarle-Nassau · Bergeijk · Bergen op Zoom · Bernheze · Best · Bladel · Boekel · Boxtel · Breda · Cranendonck · Deurne · Dongen · Drimmelen · Eersel · Eindhoven · Etten-Leur · Geertruidenberg · Geldrop-Mierlo · Gemert-Bakel · Gilze en Rijen · Goirle · Halderberge · Heeze-Leende · Helmond · 's-Hertogenbosch · Heusden · Hilvarenbeek · Laarbeek · Land van Cuijk · Loon op Zand · Maashorst · Meierijstad · Moerdijk · Nuenen, Gerwen en Nederwetten · Oirschot · Oisterwijk · Oosterhout · Oss · Reusel-De Mierden · Roosendaal · Rucphen · Sint-Michielsgestel · Someren · Son en Breugel · Steenbergen · Tilburg · Valkenswaard · Veldhoven · Vught · Waalre · Waalwijk · Woensdrecht · Zundert